# Hsi Wen Li
Hsi Wen Li (1931 - ) é um botânico chinês.

## Trabalhos publicados
- cheng yih Wu, hsi-wen Li. 1977. Angiospermae Dicotyledoneae: Labiatae (2). Volumen 66 de Flora Reipublicae Popularis Sinicae. Editor Science Press, 649 pp.